# Sterling (Colorado)
Pour les articles homonymes, voir Sterling.
La ville de Sterling est le siège du comté de Logan, situé dans le Colorado, aux États-Unis.
La ville est ainsi nommée par David Leavitt, de la Union Pacific Railroad, en référence à sa ville natale de Sterling dans l'Illinois.

## Démographie
Selon le recensement de 2010, Sterling compte 14 777 habitants. La municipalité s'étend sur 7,61 milles carrés (19,71 km2).
| 1890 | 1900 | 1910  | 1920  | 1930  | 1940  |
| ---- | ---- | ----- | ----- | ----- | ----- |
| 540  | 998  | 3 044 | 6 415 | 7 195 | 7 411 |

| 1950  | 1960   | 1970   | 1980   | 1990   | 2000   |
| ----- | ------ | ------ | ------ | ------ | ------ |
| 7 534 | 10 751 | 10 636 | 11 385 | 10 362 | 11 360 |

| 2010   | - | - | - | - | - |
| ------ | - | - | - | - | - |
| 14 777 | - | - | - | - | - |